# Марг Хелгенбергер
Марг Хелгенбергер (енгл. Marg Helgenberger; рођена 16. новембра 1958. у Фримонту), америчка је позоришна, филмска и ТВ глумица.